# Комета (фильм, 1983)
«Комета» — советская фантастическая кинокомедия, снятая на киностудии имени М. Горького в 1983 году. Последняя режиссёрская работа Ричарда Викторова.

## Сюжет
В разгар курортного сезона в Крыму, уезжающая в экспедицию в пустыню съёмочная киногруппа «Летучий голландец» оставляет на берегу моря бутафорский деревянный корабль «Fortuna» на сохранение местному жителю — бывшему капитану Василию Кучкину, чья жена ставит уникальные генетические опыты на растениях.
Вопреки запрету режиссёра, капитан, поддавшись настойчивым уговорам отдыхающих-«дикарей», пускает их пожить на корабле. Один из отдыхающих, астроном-любитель, привёз с собой телескоп, с помощью которого наблюдает приближающуюся к Земле комету. В то же время внутри корабля происходят загадочные и мистические события, на самом деле вызванные экспериментальным роботом, запертым в одной из кают.
По телевидению учёные объявляют о существующей вероятности падения кометы на Землю, причём в море около курортного города, что может вызвать гигантское цунами. Среди массы отдыхающих начинается паника, пляж быстро пустеет. Когда приближающаяся комета становится видна уже днём на небе, живущие на корабле «дикари» решают срочно разъезжаться, но дорога из города оказывается перекрыта каменным обвалом. Они возвращаются и пытаются спастись бегством на бутафорском корабле, столкнув его своими машинами в воду, но он разваливается на две части, одна из которых уплывает в море с двумя людьми. Для их спасения «дикари» бросаются в воду, но забравшись на обломок корабля, не справляются с управлением и застревают на скалах.
Не имея возможности выбраться, команда наблюдает метеоритный дождь и остаётся ночевать на остатке палубы. Жена капитана видит сон, в котором комета оказывается инопланетным кораблём. Инопланетяне специально посещали Землю, чтобы увидеть результат её опытов — единственную в своём роде голубую розу и гигантские помидоры.
В это время возвращается киногруппа. Помощник режиссёра разгневан, но сам режиссёр видит, что с разбившимся кораблём можно снять сцену кораблекрушения. Съёмки продолжаются.

## В главных ролях
- Надежда Семенцова — Галина Андреевна Кучкина
- Анатолий Кузнецов — Василий Петрович Кучкин, сторож «Летучего голландца»
- Алёна Беляк — Лиза (Елизавета Петровна)
- Дмитрий Золотухин — Николай Богданов
- Светлана Радченко — Боклевская
- Владимир Басов — Георгий Фомич Боклевский (озвучил Андрей Тарасов)
- Наталья Мартинсон — Мариша Чернова
- Валентин Смирнитский — Геннадий Чернов
- Федя Стуков — Толик Чернов

### В остальных ролях
- Юрий Чулюкин — Гурий Семёнович, помощник режиссёра
- Павел Арсенов — кинорежиссёр Геворкян
- Александр Кузнецов — Грузилов из Епифани
- Георгий Милляр — старожил города
- Борис Володин — учёный
- Зиновий Гердт — пёс Тузик (озвучивание, нет в титрах)

## Съёмочная группа
- Авторы сценария: Кир Булычёв, Ричард Викторов
- Оператор: Александр Рыбин
- Режиссёры: Ричард Викторов, Юрий Чулюкин
- Художник: Валерий Иванов
- Композитор: Владимир Чернышёв

Ричард Викторов по окончании съёмок слёг в больницу с инфарктом и более не вернулся к работе, поэтому фильм заканчивал Юрий Чулюкин. Однако из-за этого сильно пострадал текст — цензоры воспользовались смертью Викторова и попросили переделать уже отснятый фильм, в результате автору сценария Киру Булычёву пришлось вместе с синхронистом подгонять новый текст под движение губ актёров.